# Indsatte i Alcatraz Federal Penitentiary
Dette er en liste over indsatte i Alcatraz Federal Penitentiary:
Et register over de indsatte viser, at der har været 1.576 fanger i alt, som har været indsat i det føderale fængsel på Alcatraz, selvom andre kilder når til et tal på 1.557.
| - Clarence Anglin - John Anglin - Harvey Bailey ("The Dean of American Bank Robbers") - Basil Banghart ("The Owl") - Arthur Barker ("Doc") - Albert L. Bates - Edward Bentz - James Boarman - Joseph Bowers ("Dutch") - Harold Brest - James "Whitey" Bulger - Al Capone ("Scarface") - Frankie Carbo - Clarence Carnes - Meyer Cohen ("Mickey") - Theodore Cole ("Ted") - Bernard Coy - Joseph Cretzer - A. W. Davis | - Volney Davis ("Curley") - Elmer Farmer - Herbert Farmer ("Deafy") - Harry Fleisher - Sam Fleisher - Rufus Franklin - John Giles - Richard Galatas - Floyd Hamilton - Maurice Herring - Carl Janaway - Ellsworth Raymond Johnson ("Bumpy") - Alvin Francis Karpavicz ("Creepy Karpis") - George Celino Barnes ("Machine Gun Kelly") - Arnold Kyle - Henry Larry - Thomas Limerick - James Lucas ("Texas Bank Robber") - Rafael Cancel Miranda | - Rufus McCain - Frank Morris - Frank Mulloy - Rufe Persful - Burton Phillips - Donald Phoenix - Pet Reed - Ralph Roe - Harry Sawyer - Jack Selbin - Sam Shockley - Cecil Snow Walton Spark Dale Stamphill - Robert Stroud ("Birdman of Alcatraz") - Henri Young - Harmon Waley - Huron Walters |

## Galleri
- Clarence Anglin
- John Anglin
- Bernard Coy
- Frank Morris
- Sam Shockley